# Sonia Andrade
Sonia Andrade   (Rio de Janeiro, 1935 - Rio de Janeiro, 29 d'octubre de 2022) va ser una artista brasilera, considerada una de les pioneres del videoart al seu país.
Era membre d'un grup d'artistes de Rio de Janeiro que no va sucumbir a la desconfiança cap al medi emergent que aleshores era el vídeo. Malgrat que només disposaven d'una càmera i mitjans, en general, més aviat precaris, el grup va produir una sèrie de pel·lícules poètiques i crítiques. En tots els vídeos produïts per Sonia Andrade al llarg dels anys setanta i vuitanta, l'artista interpretava una actriu davant de la càmera i s'exposava a la violència. Per exemple, en el seu treball Sem título (Sense títol, 1974-1977), l'artista comença enfilant-se un fil de niló pels orificis dels lòbuls de les orelles per anar-lo enrotllant al voltant del cap, de manera que s'acaba deformant la cara fins al punt que gairebé no se li poden reconèixer les diferents parts. La cara de l'artista acaba que sembla un tros de carn lligada. Igual que l'alemanya Annegret Soltau en la seva obra Selbst (Jo) de 1975, Andrade s'allibera del fil al final de la filmació amb un simple tall.